# Totolotek (przedsiębiorstwo)
Totolotek S.A. – od 1992 roku organizator zakładów wzajemnych w Polsce. Działalność gospodarcza prowadzona jest w oparciu o Ustawę o grach hazardowych (Dz.U. z 2025 r. poz. 595) na podstawie zezwoleń i regulaminów zakładów wzajemnych przyznawanych przez Ministerstwo Finansów RP.
Totolotek S.A. jest częścią międzynarodowej grupy Gauselmann, która jest jedną z najbardziej uznanych i największych firm działających na rynku gier liczbowych, loterii, gier hazardowych i zakładów sportowych na świecie. Intralot swoją działalność prowadzi w ponad 53 krajach na całym świecie i zatrudnia blisko 5500 pracowników.
Totolotek S.A. jako jedyna firma przyjmująca zakłady bukmacherskie w Polsce należy do The European Lotteries and Toto Associaton (od 2008) – Międzynarodowego Stowarzyszenia firm Loteryjnych i Totalizatorów, będącego oficjalnym partnerem UEFA.

## Działalność
Przedmiotem działalności Spółki jest organizowanie zakładów wzajemnych w Polsce stosownie do wydanych przez Ministra Finansów zezwoleń i zatwierdzonych regulaminów zakładów wzajemnych. Działalność regulowana jest w oparciu o przepisy ustawy z dnia 19 listopada 2009 r. o grach hazardowych.
Zakładami wzajemnymi są zakłady o wygrane pieniężne lub rzeczowe, polegające na odgadywaniu:
- wyników sportowego współzawodnictwa ludzi lub zwierząt, w których uczestnicy wpłacają stawki, a wysokość wygranej zależy od łącznej kwoty wpłaconych stawek tzw. Totalizatory;
- zaistnienia różnych zdarzeń, w których uczestnicy wpłacają stawki, a wysokość wygranych zależy od umówionego, między przyjmującym zakład a wpłacającym stawki, stosunku wpłaty do wygranej tzw. Bukmacherstwo.

Totolotek S.A posiada w swojej ofercie zarówno zakłady bukmacherskie dotyczące większości dyscyplin i rozgrywek sportowych, jak i zakłady totalizatorów piłkarskich oraz totalizatora wyścigów konnych odbywających się torach zagranicznych. Oferta bukmachera obejmuje również zdarzenia prezentowane za pośrednictwem strony internetowej i mobilnej aplikacji.
W 2021 roku spółka podjęła decyzję o zamknięciu stacjonarnych punktów sprzedaży z dniem 31 marca 2021.
W lipcu 2023 roku spółka opublikowała komunikat o zaprzestaniu od dnia 28 grudnia 2023 roku przyjmowania zakładów wzajemnych.

## Inne
W lipcu 2010 roku Totolotek SA został uhonorowany złotym godłem w ogólnopolskim konkursie Laur Klienta 2010 w kategorii „Zakłady bukmacherskie”.
Wprowadzenie przez Totolotek SA zakładów na wyścigi szwedzkich kłusaków na rynek polski zostało uhonorowane przyznaniem ogólnopolskiego godła Laur Konsumenta w kategorii Odkrycie Roku 2008.
Totolotek S.A. został również uznany Solidnym Pracodawcą 2008 roku.
Totolotek S.A. stara się aktywnie udzielać finansowego i organizacyjnego wsparcia wszelkim formom działalności, które związane są z amatorskim i profesjonalnym sportem. Od 2010 r. spółka jest oficjalnym partnerem Akademii Piłkarskiej KP Legia Warszawa.
W marcu 2012 roku minister finansów Jacek Rostowski cofnął spółce Totolotek S.A. wszystkie zezwolenia na organizowanie zakładów wzajemnych.
W grudniu 2012 roku minister finansów Jacek Rostowski przywrócił spółce Totolotek S.A. wszystkie zezwolenia na organizowanie zakładów sportowych.
Od 2014 roku Totolotek S.A. był oficjalnym sponsorem drużyny piłkarskiej Lechii Gdańsk. Od 2017 roku jest oficjalnym sponsorem piłkarskiego Pucharu Polski.